# Don LaFontaine
Donald Leroy LaFontaine, född den 26 augusti 1940 i Duluth i Minnesota, död den 1 september 2008 i Los Angeles i Kalifornien, var en amerikansk röstskådespelare och ljudtekniker. 

## Biografi
Efter high school tog han värvning i USA:s armé arbetade där som ljudtekniker för United States Army Band. 1962 for han till New York för att göra radioreklam för Dr. Strangelove eller: Hur jag slutade ängslas och lärde mig älska bomben. 1964 arbetade han på MGM Studios i Culver City som ljudtekniker och fick tillfälligt hoppa in som ersättare för att spela i trailerröst för westernfilmen Gunfighters of Casa Grande. En lång karriär som röst i filmtrailers tog där sin början.
Under sina sista år blev han känd bland en bredare publik för sin mörka basröst i tusentals filmtrailers, reklamfilmer och datorspel. Med sin karakteristiska, mörka röst blev han känd för orden "In a world..." som inledde många filmtrailers.
La Fontaine är även berättarröst i titelsekvenser för flera TV-serier, däribland Fillmore!, På heder och samvete (säsongerna 2 & 3) och Xena – Krigarprinsessan.